# Осмуссаарское землетрясение

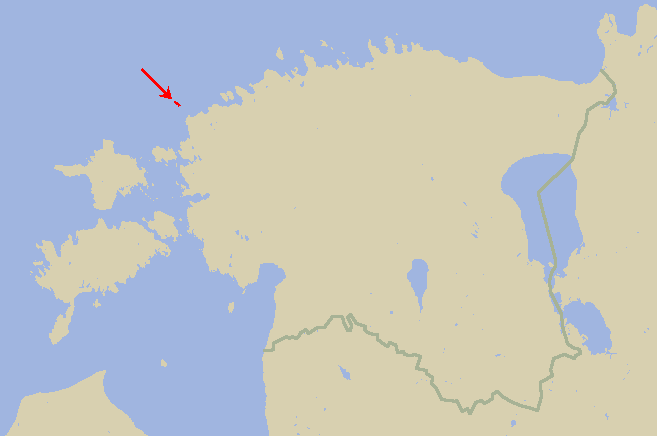
Расположение острова Осмуссаар

Осмуссаарское землетрясение произошло 25 октября 1976 года у северной оконечности Осмуссаара, острова недалеко от побережья Эстонской ССР. Его гипоцентр находился на 10–13 км ниже уровня земли, измеренные значения составляли 4,5–4,7 баллов. Землетрясение было самым сильным из зарегистрированных в Эстонии; оно вызвало обвал на северном и северо-восточном побережьях, а некоторые дома получили структурные повреждения. Землетрясение в значительной степени ощущалось в прилегающих районах, таких как северная Эстония, южная Финляндия и Швеция. В ноябре произошёл ряд афтершоков.